# Liste der Geotope im Landkreis Kulmbach
Diese Liste enthält die Geotope des oberfränkischen Landkreises Kulmbach in Bayern.
Die Liste enthält die amtlichen Bezeichnungen für Namen und Nummern des Bayerischen Landesamt für Umwelt (LfU) sowie deren geographische Lage. Diese Liste ist möglicherweise unvollständig. Im Geotopkataster Bayern sind etwa 3.400 Geotope (Stand März 2020) erfasst. Das LfU sieht einige Geotope nicht für die Veröffentlichung im Internet geeignet. Einige Objekte sind zum Beispiel nicht gefahrlos zugänglich oder dürfen aus anderen Gründen nur eingeschränkt betreten werden.
| Name                                                              | Bild           | Geotop ID | Gemeinde / Lage         | Geologische Raumeinheit    | Beschreibung | Fläche m² / Ausdehnung m | Geologie | Aufschlussart                  | Wert               | Schutzstatus                                                | Bemerkung                       |
| ----------------------------------------------------------------- | -------------- | --------- | ----------------------- | -------------------------- | --- | ------------------------ | --- | ------------------------------ | ------------------ | ----------------------------------------------------------- | ------------------------------- |
| Ehem. Basaltsteinbruch am Patersberg NNE von Veitlahm             |                | 477A001   | Kulmbach Position       | Obermain-Bruchschollenland | Im ehemaligen Steinbruch im tertiären Basalt ist ein 4–5m breiter Basaltgang sowie in der Kontaktzone gefritteter Opalinuston des Dogger Alpha aufgeschlossen. | 1500 50 × 30             | Typ: Kontakt, Gesteinsart Art: Basalt, Tonstein                                                                           | Steinbruch                     | bedeutend          | Landschaftsschutzgebiet                                     |                                 |
| Ehem. Sandgrube NW von Burghaig, Lindig                           |                | 477A002   | Kulmbach Position       | Obermain-Bruchschollenland | Die ehemalige Sandgrube ist im Rhätsandstein angelegt, stellenweise ist lebhafte Kreuzschichtung zu erkennen, in Tonlinsen sind pflanzliche Fossilien zu finden. In den nicht aufgefüllten Bereichen findet sich heideartige Sukzessionsvegetation. | 6000 150 × 40            | Typ: Gesteinsart Art: Sandstein                                                                                           | Kiesgrube/Sandgrube            | bedeutend          | kein Schutzgebiet                                           |                                 |
| Ehem. Muschelkalkbruch SE von Herlas                              |                | 477A003   | Kulmbach Position       | Obermain-Bruchschollenland | Im aufgelassenen Steinbruch im Hauptmuschelkalk ist das Abknicken der Schichten um 90 Grad entgegen der urspruenglichen Lagerung durch die Einwirkung der Kulmbacher Stoerung zu erkennen. Die Schichten sind reich an Fossilien. Der Zugang zum Steinbruch ist durch ein Tor versperrt. | 4800 120 × 40            | Typ: Flexur, Tierische Fossilien, Gesteinsart Art: Kalkstein                                                              | Steinbruch                     | besonders wertvoll | Landschaftsschutzgebiet, Naturdenkmal                       |                                 |
| Ehem. Sandgrube NNE von Kessel                                    |                | 477A004   | Kulmbach Position       | Obermain-Bruchschollenland | Die ehemalige Sandgrube liegt im unteren Buntsandstein, das Hangende wird von Kulmbacher Konglomerat gebildet. Gut erkennbare Kreuzschichtung und Tongallen, vereinzelt finden sich Grundgebirgsschotter. | 900 30 × 30              | Typ: Schichtfolge Art: Sandstein                                                                                          | Kiesgrube/Sandgrube            | bedeutend          | kein Schutzgebiet                                           |                                 |
| Sandsteinfelsen beim Gasthaus Küfner in Buchau                    |                | 477A005   | Mainleus Position       | Obermain-Bruchschollenland | Die Rhätsandsteinfelsen stehen im Garten des Gasthauses Küfner an. | 200 40 × 5               | Typ: Gesteinsart Art: Sandstein                                                                                           | Hanganriss/Felswand            | bedeutend          | kein Schutzgebiet                                           |                                 |
| Ehem. Sandsteinbruch beim Veitsgraben (Südteil)                   |                | 477A008   | Ködnitz Position        | Obermain-Bruchschollenland | Aufgelassener Steinbruch im oberen (hellen) Plattensandstein. | 1000 50 × 20             | Typ: Gesteinsart Art: Sandstein                                                                                           | Steinbruch                     | bedeutend          | kein Schutzgebiet                                           |                                 |
| Ehem. Sandsteinbruch beim Veitsgraben (Nordteil)                  |                | 477A009   | Ködnitz Position        | Obermain-Bruchschollenland | Aufgelassener Steinbruch im unteren und oberen Plattensandstein, nach oben Übergang zu den Myophorienschichten. | 3000 100 × 30            | Typ: Schichtfolge Art: Sandstein                                                                                          | Steinbruch                     | bedeutend          | kein Schutzgebiet                                           |                                 |
| Ehem. Muschelkalksteinbruch NE von Feuln                          |                | 477A010   | Trebgast Position       | Obermain-Bruchschollenland | Im stillgelegten, teilweise zugewachsenen Steinbruch steht Oberer Muschelkalk an. Spurenfossilien (Bioturbation) sind häufig. Gelegentlich können Anzeichen von (Paläo-?)Karsterscheinungen, wie z. B. Sinterbildungen, beobachtet werden (Bild 3: Calcit-Kristalle in einer Kluft). Besondere Bedeutung bekam der Bruch im Jahre 1910, als hier Schädelteile des Sauriers Placodus gigas gefunden wurden. Von 1895 bis 1987 wurde der Kalk in zwei unmittelbar angrenzenden Kalköfen zu Baustoff und Düngekalk verarbeitet. Der im Rahmen eines Schulprojekts angelegte Geo-Pfad Trebgast-Feuln führt unter anderem in das Bruchgelände (Geo-Punkt Nr. 6 – Bild 4). | 3000 100 × 30            | Typ: Tierische Fossilien, Spurenfossilien, Kalkofen, Gesteinsart Art: Kalkstein                                           | Steinbruch                     | wertvoll           | kein Schutzgebiet                                           |                                 |
| Ehem. Sandgrube SW von Pechgraben (Meyersche Sandgrube)           |                | 477A013   | Neudrossenfeld Position | Obermain-Bruchschollenland | In der Nähe der aufgelassenen Sandgrube befinden sich weitere, z. T. noch im Abbau befindliche Sandgruben. | 20000 200 × 100          | Typ: Gesteinsart Art: Sandstein                                                                                           | Kiesgrube/Sandgrube            | bedeutend          | Landschaftsschutzgebiet                                     |                                 |
| Ehem. Sandgrube N von Sandreuth                                   |                | 477A014   | Harsdorf Position       | Obermain-Bruchschollenland | In der aufgelassenen Sandgrube befindet sich der einzige Aufschluss im Unteren Buntsandstein im Landkreis Kulmbach. | 3000 100 × 30            | Typ: Gesteinsart Art: Sandstein                                                                                           | Kiesgrube/Sandgrube            | bedeutend          | Landschaftsschutzgebiet                                     |                                 |
| Straßenaufschluss zwischen Gumpersdorf und Untersteinach          |                | 477A015   | Untersteinach Position  | Obermain-Bruchschollenland | Der Wellenkalk-Aufschluss liegt an einer Straßenböschung. | 150 30 × 5               | Typ: Gesteinsart Art: Kalkstein                                                                                           | Böschung                       | wertvoll           | kein Schutzgebiet                                           |                                 |
| Ehem. Steinbruch NE von Gumpersdorf                               |                | 477A016   | Untersteinach Position  | Obermain-Bruchschollenland | Alter Steinbruch im Wellenkalk. | 200 20 × 10              | Typ: Gesteinsart Art: Kalkstein                                                                                           | Steinbruch                     | bedeutend          | kein Schutzgebiet                                           |                                 |
| Ehem. Kalkbruch E von Köstenhof                                   |                | 477A019   | Presseck Position       | Frankenwald                | Der ehemalige Steinbruch im oberdevonischen Flaserkalk zeigt eine Cephalopoden- und Conodontenfauna. Der Flaserkalk wird von unterkarbonen Tonschiefern (mit Fauna) überlagert. | 10000 100 × 100          | Typ: Gesteinsart, Tierische Fossilien Art: Kalkstein                                                                      | Steinbruch                     | besonders wertvoll | Landschaftsschutzgebiet, Naturpark                          |                                 |
| Pinge der Zeche Carl Wilhelm am Forstmeistersprung                |                | 477A020   | Stadtsteinach Position  | Frankenwald                | Der Schurf liegt oberhalb des Felsens Forstmeistersprung. Zwischen dem Schurf und dem Felsen ergibt sich ein vollständiges Profil mit Diabastuff, Roteisen-Grenzlager, Kalkknollenschiefer und Flaserkalk. | 2000 100 × 20            | Typ: Schichtfolge, Pinge/nfeld Art: Kalkstein                                                                             | Pinge                          | besonders wertvoll | Naturschutzgebiet, Landschaftsschutzgebiet, FFH-Gebiet      |                                 |
| Weinleite E von Burghaig                                          |                | 477A021   | Kulmbach Position       | Obermain-Bruchschollenland | Der Prallhang und ein alter Steinbruch liegen im Bereich des unteren und mittleren Burgsandsteins und sind stark verwachsen und verstürzt. | 6000 150 × 40            | Typ: Schichtfolge, Prallhang Art: Sandstein                                                                               | Hanganriss/Felswand            | bedeutend          | kein Schutzgebiet                                           |                                 |
| Ehem. Diabasbruch Schindelbachtal NE von Unterzaubach             |                | 477A022   | Stadtsteinach Position  | Frankenwald                | Der ehemalige Diabasbruch schließt massigen Diabasmandelstein, einige Partien mit Pillows sowie ein Schalsteinlager auf. | 22500 150 × 150          | Typ: Gesteinsart Art: Basalt                                                                                              | Steinbruch                     | bedeutend          | Naturpark                                                   |                                 |
| Felsen unterhalb der Ruine Nordeck                                |                | 477A023   | Stadtsteinach Position  | Frankenwald                | Aufgeschlossen ist das Referenzprofil der Cephalopodenstratigraphie des Oberdevon im Frankenwald. Ein etwa 1 km langer Wanderweg führt zu der mittlerweile freigestellten Ruine. Auf der Nordostseite liegt der Zugang zu einer kurzen Karsthöhle. | 500 50 × 10              | Typ: Standard-/Referenzprofil, Tierische Fossilien, Karst-Horizontalhöhle Art: Kalkstein                                  | Hanganriss/Felswand            | besonders wertvoll | Naturschutzgebiet, Landschaftsschutzgebiet, FFH-Gebiet      |                                 |
| Pinge E der Ruine Nordeck                                         |                | 477A024   | Stadtsteinach Position  | Frankenwald                | Im teilweise verwachsenen und verfallenen Aufschluss ist die transgressive Auflagerung mit Schlottenfüllungen von karbonischem Kohlenkalk auf Flaserkalk des tieferen Oberdevon aufgeschlossen. | 35 7 × 5                 | Typ: Schichtfolge, Pinge/nfeld, Karstschlot, Karstspalte Art: Kalkstein                                                   | Pinge                          | bedeutend          | Naturschutzgebiet, Landschaftsschutzgebiet, FFH-Gebiet      |                                 |
| Straßenböschung am Hochofen NE von Stadtsteinach                  |                | 477A025   | Stadtsteinach Position  | Frankenwald                | Das heute mit Bäumen stark verwachsene Profil von Thüringischem Ordovizium ist in zahlreichen Aufschlüssen noch gut zu erkennen. | 2000 200 × 10            | Typ: Schichtfolge Art: Tonstein                                                                                           | Böschung                       | wertvoll           | Landschaftsschutzgebiet, Naturpark                          |                                 |
| Ehemaliger Keratophyrbruch am Torkel NW von Vogtendorf            |                | 477A026   | Guttenberg Position     | Frankenwald                | Das stark zerklüftete Gestein ist ziemlich frisch und zeigt typische Feldspäte. | 150 15 × 10              | Typ: Gesteinsart Art: Trachyt                                                                                             | Steinbruch                     | wertvoll           | Naturpark                                                   |                                 |
| Profil im Streichengrund SE von Guttenberg                        |                | 477A027   | Guttenberg Position     | Frankenwald                | Das Profil zeigt Diabase, die von dunklen Schiefern und grünlichen Sandsteinen (mit unterdevonischer Fauna und Mikroflora) überlagert werden. | 5000 250 × 20            | Typ: Schichtfolge Art: Basalt                                                                                             | Hanganriss/Felswand            | wertvoll           | Naturpark                                                   |                                 |
| Kambrium am Galgenberg S von Premeusel                            |                | 477A028   | Presseck Position       | Frankenwald                | Die mittelkambrischen Galgenbergschichten gehören zu den ältesten fossilführenden Gesteinen Bayerns. Sie sind ausschließlich am Galgenberg bekannt. Kleine Schürfe werden hier z. Zt. noch von Sammlern offen gehalten. | 500 50 × 10              | Typ: Typlokalität, Tierische Fossilien Art: Tonstein                                                                      | Schurf                         | besonders wertvoll | Naturpark                                                   |                                 |
| Elbersreuther Orthoceratenkalk S von Schübelhammer                |                | 477A029   | Presseck Position       | Frankenwald                | Das Profil umfasst Schichten von Silur bis Oberdevon in lückenhafter Schwellenfazies. Sichtbar ist heute nur der fossilreiche Orthoceratenkalk, das Profil könnte aber leicht erschürft werden. | 50 10 × 5                | Typ: Typlokalität, Tierische Fossilien Art: Kalkstein                                                                     | Steinbruch                     | wertvoll           | Landschaftsschutzgebiet, Naturpark                          |                                 |
| Ehem. Steinbruch im Flemersbachtal S von Köstenberg               |                | 477A030   | Presseck Position       | Frankenwald                | Der ehemalige Steinbruch zeigt ein Profil in überkippter Lagerung, das folgende Schichtglieder enthält: Graptolithen führende Tuffite mit Kieselschieferkonkretionen, silurischer Orthoceratenkalk, Schlotten im Orthoceratenkalk mit schwarzen Kieselkalken gefüllt und fossilreicher Tentakulitenkalk. | 8 4 × 2                  | Typ: Standard-/Referenzprofil, Tierische Fossilien, Karstschlot, Karstspalte Art: Kalkstein, Tonstein                     | Steinbruch                     | besonders wertvoll | Landschaftsschutzgebiet, Naturpark                          |                                 |
| Steinbrüche im Trebgaster Buntsandstein                           |                | 477A031   | Harsdorf Position       | Obermain-Bruchschollenland | Auf der Bergkuppe zwischen Trebgast und Harsdorf befinden sich mehrere Steinbrüche im Trebgaster Buntsandstein (Oberer Plattensandstein) mit teilweise sehr guten, ansonsten kaum mehr vorhandenen Aufschlüssen. | 3000 150 × 20            | Typ: Typlokalität, Gesteinsart, Schichtfolge Art: Sandstein                                                               | Steinbruch                     | wertvoll           | Landschaftsschutzgebiet                                     |                                 |
| Amphibolitbruch im Schorgasttal                                   |                | 477A032   | Wirsberg Position       | Münchberger Gneismasse     | Im Schorgasttal östlich Wirsberg wurde bis 1960 grobkörniger Randamphibolit als Schotter und für Mauersteine abgebaut. Der aufgelassene Steinbruch befindet sich am geologischen Lehrpfad durch das Schorgasttal und wurde 2011 freigestellt. Dies ist der beste Aufschluss in der grobkörnigen Varietät des Randamphibolits in der gesamten Münchberger Masse. | 5000 100 × 50            | Typ: Gesteinsart, Metamorphes Gefüge Art: Amphibolit                                                                      | Steinbruch                     | wertvoll           | Landschaftsschutzgebiet, Naturpark                          |                                 |
| Prasinitbruch im Schorgasttal                                     |                | 477A033   | Wirsberg Position       | Münchberger Gneismasse     | Am Eingang des Schorgasttals befindet sich ein kleiner ehemaliger Steinbruch in Prasiniten der Münchberger Masse. Das Gelände ist heute zu einem Park umgestaltet, eine Tafel erinnert an den Wirsberger Ehrenbürger Johannes Rode. Der Bruch liegt am Geologischen Lehrpfad durch das Schorgasttal und zeigt die Prasinite in gut erhaltenen Aufschlüssen. | 200 20 × 10              | Typ: Gesteinsart, Metamorphes Gefüge Art: Prasinit                                                                        | Steinbruch                     | wertvoll           | Landschaftsschutzgebiet, Naturpark                          |                                 |
| Algenkalkscholle im Rauschbachtal S Heinersreuth                  |                | 477A034   | Presseck Position       | Frankenwald                | Am Hangfuß östlich des Rauschbachs steht eine Härtlingsrippe mit spärlichen Aufschlüssen eines dunkelgrauen, laminierten Kalksteins an. In diesem in Bayern nur hier in Form einer Gleitscholle vorkommenden Gestein wurden unterkambrische Archaeocyathiden gefunden. Es handelt sich dabei um die ältesten Makrofossilien Bayerns. Die unterkarbone Matrix (Grauwacken-Tonschiefer-Serie) ist hier nur durch wenige Lesesteine zu erahnen. Etwa 50–100 m nördlich und südlich sind kleine Aufschlüsse und häufige Leseteine von grobem Heinersreuther Blockkonglomerat zu finden. Dieses steht auch auf der gegenüberliegenden Bachseite in der Böschung einer neuen Forststraße an. Das Objekt ist als Naturdenkmal (Verordnung des Landratsamts Kulmbach vom 6. Juni 2016, Az.: SG 34-1733-518/pü) besonders geschützt. Beschädigungen oder Veränderungen (auch die Entnahme von Proben) werden als Ordnungswidrigkeit mit Geldbuße bis zu 50.000 Euro geahndet. | 5 5 × 1                  | Typ: Standard-/Referenzprofil, Schichtfolge, Sedimentstrukturen, Tierische Fossilien Art: Kalkstein, Breccie, Konglomerat | Hanganriss/Felswand            | besonders wertvoll | Naturdenkmal, Naturpark                                     |                                 |
| Meta-Gabbronorit am Steinhügel NW von Höflas                      |                | 477A035   | Marktschorgast Position | Münchberger Gneismasse     | Der Steinhügel bei Streitau wird von Meta-Gabbronorit aufgebaut, der als Intrusivkörper in den Paragneisen der Liegendserie interpretiert wird. Dieses äußerst harte und verwitterungsbeständige Gestein bildet im Gipfelbereich des Steinhügels ein Blockmeer, das allerdings stark zugewachsen ist. Am Westhang des Gipfels befindet sich ein kleiner Steinbruch. Dies ist der einzige gute Aufschluss in diesem seltenen Gestein der Münchberger Masse. Der Aufschluss ist abgelegen und nur weglos zu erreichen. | 600 30 × 20              | Typ: Gesteinsart, Blockmeer Art: Meta-Gabbro                                                                              | Steinbruch                     | wertvoll           | Naturpark                                                   |                                 |
| Keratophyrtuff in Wirsberg                                        |                | 477A036   | Wirsberg Position       | Frankenwald                | Direkt am Wanderweg KU14 des Frankenwaldvereins befindet sich am Ortsrand von Wirsberg ein landschaftlich schöner Aufschluss in Keratophyrtuffen der Randschieferserie. Dies ist der beste Aufschluss dieser Gesteine im weiten Umkreis. | 150 15 × 10              | Typ: Gesteinsart, Felswand/-hang Art: Meta-Trachyt, Meta-Tuffit                                                           | Felshang/Felskuppe             | wertvoll           | Naturpark                                                   |                                 |
| Steinbruch südlich Tannfeld                                       |                | 477A037   | Thurnau Position        | Nördliche Frankenalb       | Im kleinen aufgelassenen Steinbruch südlich Tannfeld wurden Kalksteinblöcke abgebaut. Die Schwammkalke des Unteren Malm sind im Steinbruch aufgeschlossen. | 900 30 × 30              | Typ: Gesteinsart Art: Kalkstein                                                                                           | Steinbruch                     | bedeutend          | Naturpark                                                   |                                 |
| Stollenanlage Gäbelein-Schmiedel in Kulmbach                      |                | 477G001   | Kulmbach Position       | Obermain-Bruchschollenland | Die mittelalterliche Stollenanlage im Kulmbacher Konglomerat wurde als Bierkeller erbaut. | 4000 80 × 50             | Typ: Felsenkeller, Stollen, Gesteinsart Art: Sandstein                                                                    | Tunnel/Stollen/Schacht         | wertvoll           | kein Schutzgebiet                                           |                                 |
| Steinerner Vogelherd NE von Leuchau                               | weitere Bilder | 477G002   | Kulmbach Position       | Obermain-Bruchschollenland | Das Alter und die Funktion der anthropogen angelegten kreisrunden Vertiefungen mit Stufen im Felssandstein ist unbekannt. | 9 3 × 3                  | Typ: Bearbeiteter Fels Art: Sandstein                                                                                     | Schurf                         | bedeutend          | kein Schutzgebiet                                           |                                 |
| Stollenanlage Langheimer Amtshof in Kulmbach                      |                | 477G003   | Kulmbach Position       | Obermain-Bruchschollenland | Die mittelalterliche Stollenanlage im Kulmbacher Konglomerat liegt unter dem Langheimer Amtshof in Kulmbach. Es handelt sich um einen Hauptgang mit 7 Nebenstollen (begehbare Ganglänge 250 m), die weitgehend den natürlichen Klüften folgend angelegt wurden. | 500 250 × 2              | Typ: Felsenkeller, Stollen, Gesteinsart Art: Sandstein                                                                    | Tunnel/Stollen/Schacht         | wertvoll           | kein Schutzgebiet                                           |                                 |
| Stollenanlage Engelhardt, Schwanenbräukeller, in Kulmbach         |                | 477G004   | Kulmbach Position       | Obermain-Bruchschollenland | Die alte Stollenanlage im Hauptbuntsandstein wurde zum Abbau von Sand und Sandstein sowie als Keller genutzt. Es handelt sich um eine von 70 Stollenanlagen im Kulmbach. | 540 90 × 6               | Typ: Felsenkeller, Stollen, Gesteinsart Art: Sandstein                                                                    | Tunnel/Stollen/Schacht         | wertvoll           | kein Schutzgebiet                                           |                                 |
| Erlebnisbergwerk St.-Veit-Zeche Kupferberg                        |                | 477G007   | Kupferberg Position     | Frankenwald                | Dieses neue Schaubergwerk wird im April 2015 im Bereich der historischen St. Veit – Zeche des Kupferbergbaureviers Kupferberg-Wirsberg eröffnet. | 0 keine Angabe           | Typ: Stollen Art: Buntmetallerz, Tonschiefer, Meta-Basalt                                                                 | Tunnel/Stollen/Schacht         | wertvoll           | Naturpark                                                   |                                 |
| Karstquelle Weihersbrunnen N von Alladorf                         | weitere Bilder | 477Q001   | Thurnau Position        | Nördliche Frankenalb       | Die Karstquelle aus dem unteren Malm weist starke Schüttungsschwankungen auf (durchschnittlich ca. 50 l/s). | 100 10 × 10              | Typ: Schichtquelle, Gesteinsart Art: Kalkstein                                                                            | Hanganriss/Felswand            | wertvoll           | Naturdenkmal, Landschaftsschutzgebiet, Naturpark            |                                 |
| Friesenquelle SW von Kasendorf                                    | weitere Bilder | 477Q002   | Kasendorf Position      | Nördliche Frankenalb       | Unterhalb der starken Karstquelle aus dem unteren Malm ist geringe Kalktuffbildung zu finden. | 100 10 × 10              | Typ: Schichtquelle Art: Kalkstein                                                                                         | kein Aufschluss                | wertvoll           | Naturdenkmal, FFH-Gebiet, Naturpark                         |                                 |
| Teufelsfelsen WNW von Veitlahm (Großer Stein)                     | weitere Bilder | 477R001   | Mainleus Position       | Obermain-Bruchschollenland | Die Teufelsfelsen zeigen Limonitschwarten und Tafoniverwitterung. | 600 30 × 20              | Typ: Felswand/-hang, Tafoni/Wabenverwitterung Art: Sandstein                                                              | Hanganriss/Felswand            | wertvoll           | Landschaftsschutzgebiet                                     |                                 |
| Wasserfall NW von Veitlahm                                        | weitere Bilder | 477R002   | Mainleus Position       | Obermain-Bruchschollenland | Über einer Steilstufe im Rhätsandstein stürzt ein 5 m hoher Wasserfall. Durch fluviatile Erosion wurden hier härtere Schichten herauspräpariert, so dass Hohlkehlen entstanden. | 90 3 × 30                | Typ: Wasserfall, Gesteinsart Art: Sandstein                                                                               | Prallhang/Flussbett/Bachprofil | wertvoll           | Landschaftsschutzgebiet                                     |                                 |
| Steinachklamm SSW von Wildenstein                                 | weitere Bilder | 477R003   | Presseck Position       | Frankenwald                | Südlich von Wildenstein befindet sich eine große Quarzkeratophyr-Gleitscholle innerhalb der unterkarbonischen Sedimente. Die Klamm stellt den Durchbruch der Steinach durch den harten Quarzkeratophyr dar. | 3750 150 × 25            | Typ: Klamm Art: Meta-Rhyolith, Meta-Trachyt                                                                               | Prallhang/Flussbett/Bachprofil | wertvoll           | Naturdenkmal, Landschaftsschutzgebiet, FFH-Gebiet           | Bayerns schönste Geotope Nr. 64 |
| Wasserfall E von Eggenreuth                                       |                | 477R004   | Kulmbach Position       | Obermain-Bruchschollenland | Im Unteren Plattensandstein (Kulmbacher Fazies) ist ein Steilstufe ausgebildet, über die sich ein kleiner Wasserfall ergießt. | 15 3 × 5                 | Typ: Wasserfall, Gesteinsart Art: Sandstein                                                                               | Prallhang/Flussbett/Bachprofil | wertvoll           | kein Schutzgebiet                                           |                                 |
| Felshang Schwedenschanze SE von Höfstätten                        |                | 477R005   | Kulmbach Position       | Obermain-Bruchschollenland | Die Felsbildung im Rhätsandstein weist eine Kluftquelle sowie kavernöse Verwitterungsformen auf. | 400 40 × 10              | Typ: Felswand/-hang, Tafoni/Wabenverwitterung, Verengungsquelle Art: Sandstein                                            | Hanganriss/Felswand            | wertvoll           | Landschaftsschutzgebiet                                     |                                 |
| Dolinenfeld am Großen Espich NW von Untersteinach                 |                | 477R006   | Untersteinach Position  | Obermain-Bruchschollenland | Das Dolinenfeld besteht aus mehreren Dolinen verschiedenen Ausmaßes. Die größte (Hutweiher) ist mit Wasser gefüllt und besitzt Biotopfunktion. | 90000 300 × 300          | Typ: Dolinenfeld Art: Kalkstein                                                                                           | kein Aufschluss                | wertvoll           | kein Schutzgebiet                                           |                                 |
| Hohlweg bei Menchau                                               |                | 477R007   | Thurnau Position        | Obermain-Bruchschollenland | In dem Hohlweg im Dogger-Beta-Sandstein sind eisenhaltige Horizonte und Limonitschwarten zu sehen. Es ist geplant den Hohlweg als LB zu schützen. | 1000 50 × 20             | Typ: Felswand/-hang Art: Sandstein                                                                                        | Grube/Kanal/Hohlweg            | bedeutend          | Naturpark                                                   |                                 |
| Felsengarten Sanspareil                                           | weitere Bilder | 477R008   | Wonsees Position        | Nördliche Frankenalb       | Das Felsengebiet enthält mehrere Höhlen, ist touristisch erschlossen und steht unter Denkmalschutz. | 10500 700 × 15           | Typ: Felswand/-hang, Karst-Horizontalhöhle Art: Dolomitstein                                                              | Hanganriss/Felswand            | bedeutend          | Denkmalschutz, Landschaftsschutzgebiet, Naturpark           |                                 |
| Langer Stein (Zschokke-Felsen) SE von Sanspareil                  | weitere Bilder | 477R009   | Wonsees Position        | Nördliche Frankenalb       | Der Felsturm im Schwammkalk der Mittleren Kimmeridge-Schichten ist landschaftsprägend. | 600 20 × 30              | Typ: Felsturm/-nadel Art: Kalkstein                                                                                       | Hanganriss/Felswand            | bedeutend          | Naturdenkmal, Landschaftsschutzgebiet, Naturpark            |                                 |
| Felshang E von Wonsees                                            |                | 477R010   | Wonsees Position        | Nördliche Frankenalb       | Der markante Felshang im massigen Dolomit der Mittleren Kimmeridge-Schichten (Malm-Delta) prägt den östlichen Talhang. Bankungsfugen deuten eine kuppelförmige Riffstruktur an. | 2100 70 × 30             | Typ: Felswand/-hang Art: Dolomitstein                                                                                     | Hanganriss/Felswand            | bedeutend          | Landschaftsbestandteil, Landschaftsschutzgebiet, Naturpark  |                                 |
| Felsen und Höhlen im NSG Kainachtal S von Wonsees                 |                | 477R011   | Wonsees Position        | Nördliche Frankenalb       | Das Tal wird von Felsen aus massigem Dolomit der Mittleren Kimmeridge-Schichten (Malm-Delta) begrenzt, in denen kleine Karsthöhlen und Karstformen ausgebildet sind. | 40000 400 × 100          | Typ: Felswand/-hang, Karst-Horizontalhöhle Art: Dolomitstein                                                              | Hanganriss/Felswand            | bedeutend          | Naturschutzgebiet, Landschaftsschutzgebiet, FFH-Gebiet      |                                 |
| Losauer Felsen NW von Losau                                       |                | 477R012   | Rugendorf Position      | Frankenwald                | Der Losauer Felsen ermöglicht eine sehr schöne Aussicht auf das Vorland. | 2500 50 × 50             | Typ: Felswand/-hang Art: Basalt                                                                                           | Hanganriss/Felswand            | wertvoll           | Naturdenkmal, Landschaftsschutzgebiet, Naturpark            |                                 |
| Schwalbenbachtal NNE von Schirradorf                              |                | 477R013   | Wonsees Position        | Nördliche Frankenalb       | Das Jura-Trockental ist landschaftlich durch seine Felsen sehr reizvoll. Der Karstformenschatz beinhaltet hier auch Hungerbrunnen und Höhlen (z. B. Klingellochhöhle). | 100000 500 × 200         | Typ: Trockental, Felsturm/-nadel, Karst-Horizontalhöhle, Verengungsquelle Art: Dolomitstein                               | Hanganriss/Felswand            | wertvoll           | Landschaftsschutzgebiet, Naturpark                          |                                 |
| Serpentinitkuppe Peterleinstein NE von Kupferberg                 | weitere Bilder | 477R014   | Kupferberg Position     | Münchberger Gneismasse     | Der Peterleinstein ist eine überwiegend bewaldete Felskuppe, die aber im Gipfelbereich gute Aufschlüsse von Serpentinit bietet. Aus dem dunkelgrünen Gestein wurden verschiedene Mineralfunde, wie Bronzit und Chrysotil, beschrieben. Der Name des Peterleinstein lässt sich auf die Paterln (Glasperlen für Rosenkränze), die früher aus dem Gestein hergestellt wurden, zurückführen. | 5000 100 × 50            | Typ: Felskuppe, Gesteinsart, Mineralien Art: Serpentinit                                                                  | Felshang/Felskuppe             | wertvoll           | Landschaftsbestandteil, FFH-Gebiet, Naturpark               |                                 |
| Prasinitfelsen am Kosereck NE von Wirsberg                        |                | 477R015   | Wirsberg Position       | Münchberger Gneismasse     | Entlang der Steilhänge im Bereich des Koserecks nördlich Wirsberg befinden sich zahlreiche natürliche Felsbildungen in Grünschiefern der Prasinit-Phyllit-Serie. Das Gebiet wird vom Wanderweg KU 14 des Frankenwaldvereins durchquert. Am südwestlichen Ende des Gebiets existieren große Aufschlüsse massiger Prasinite direkt am Wanderweg und an einer (2015) neu gebauten Forststraße. Hier können Gesteinsvarietäten, Lagenbau und Faltenbildungen besonders gut studiert werden. Dies sind die besten frei zugänglichen Prasinit-Aufschlüsse in der gesamten Münchberger Masse. | 22500 450 × 50           | Typ: Felswand/-hang, Gesteinsart, Metamorphes Gefüge Art: Prasinit                                                        | Felshang/Felskuppe             | besonders wertvoll | Landschaftsschutzgebiet, Naturpark                          |                                 |
| Ilsestein NE von Wirsberg                                         |                | 477R016   | Wirsberg Position       | Münchberger Gneismasse     | Rund um den Ilsestein oberhalb der Goldenen Adlerhütte existieren mehrere Felsbildungen und Aufschlüsse in Grünschiefern der Prasinit-Phyllit-Serie. Die Felskanzel des Ilsesteins bietet eine schöne Aussicht ins Kosertal. | 100 20 × 5               | Typ: Felskuppe Art: Grünschiefer                                                                                          | Block                          | bedeutend          | Landschaftsschutzgebiet, Naturpark                          |                                 |
| Phyllitfelsen Adlerstein NE von Wirsberg                          |                | 477R017   | Wirsberg Position       | Münchberger Gneismasse     | Nordöstlich von Wirsberg befindet sich am Hang des Kosertals die Felsburg des Adlersteins. Sie besteht aus Phylliten der Prasinit-Phyllit-Serie und bildet einen der wenigen guten Aufschlüsse dieses Gesteins in der gesamten Münchberger Masse. Der Rundwanderweg KU12 (Goldener Falk Weg) des Frankenwald-Vereins führt am Geotop vorbei. | 300 30 × 10              | Typ: Felsburg, Gesteinsart, Metamorphes Gefüge Art: Phyllit                                                               | Felshang/Felskuppe             | wertvoll           | Landschaftsschutzgebiet, Naturpark                          |                                 |
| Görauer Anger SE von Görau                                        |                | 477R018   | Kasendorf Position      | Obermain-Bruchschollenland | Der nordöstliche Rand der Frankenalb bildet entlang der Weismainer Störung einen markanten Trauf im Massenkalk des Unteren Weißjura (Oxfordium), mit einer Sprunghöhe von mehr als 50 m. Das Hochplateau zeigt typische Karstflora und zahlreiche Aufschlüsse im Malmkalk. Der Fuß des nw-se-verlaufenden Görauer Angers wird von Doggersandstein (Mittlerer Jura, Obere Aalen-Schichten) gebildet. Hier wurde schon in früh- bzw. vorgeschichtlicher Zeit nach Eisenerzen geschürft. Unmittelbar am Plateaurand verläuft der überregionale Wanderweg Frankenweg. Zahlreiche Vertiefungen am Wanderweg ca. 1000 m nw von Zultenberg sind anthropogenen Ursprungs: Hier wurden nach Ende des Zweiten Weltkriegs explosive Hinterlassenschaften der Wehrmacht von den Besatzungstruppen kontrolliert gesprengt. Mehrere Infotafeln informieren über Geologie, Biologie und Geschichte.                                                                                 | 960000 3200 × 300        | Typ: Schichtstufe, Störung Art: Kalkstein                                                                                 | Hanganriss/Felswand            | wertvoll           | Landschaftsbestandteil, Landschaftsschutzgebiet, FFH-Gebiet |                                 |
| Köstlerberg (Inselberg) SW von Trebgast                           |                | 477R019   | Trebgast Position       | Obermain-Bruchschollenland | Der Köstlerberg im Lindauer Kessel SW von Trebgast stellt ein morphologisch auffälliges Relikt der ansonsten wenig instruktiven pleistozänen Schotterterrassen im Trebgasttal dar. Form und Lage des Berges lassen seine Entstehung deutlich erkennen. Das heutige Trebgasttal wurde im Pleistozän von der Steinach geschaffen, die damals noch nach Norden zum Weißen Main floss. Die Steinach bildete zunächst einen nach Westen ausgreifenden Mäanderbogen, der später östlich des Köstlerberges abgeschnitten wurde. Dabei wurde der Köstlerberg als Inselberg aus den bis zu 25 m hohen eiszeitlichen Schottern heraus erodiert. Der Bewuchs (forstwirtschaftliche Nutzung) verstärkt die morphologische Auffälligkeit des Objekts zusätzlich. Einige kleinräumige, verrollte und zugewachsene Entnahmestellen (Bild 3) sind frühere Gewinnungsstellen von abgelagertem Sand.                                                                                   | 30000 200 × 150          | Typ: Umlauf-/Durchbruchsberg Art: Sand, Schotter                                                                          | kein Aufschluss                | besonders wertvoll | Landschaftsschutzgebiet, FFH-Gebiet                         |                                 |
| Sandstein-Aufschluss in der Plassenburg                           |                | 477A038   | Kulmbach Position       | Obermain-Bruchschollenland | Am Buchwaldweg neben dem Tor zum Kasernenhof der Plassenburg befindet sich am Mauersockel der Hohen Bastei ein Aufschluss im Karneol-Bausandstein. Der Fels wurde bearbeitet und in die Mauer integriert. | 20 20 x 1                | Typ: Schichtfolge, Fossiler Boden, Sedimentstrukturen, Bearbeiteter Fels Art: Sandstein                                   | keine Angabe                   | wertvoll           | Denkmalschutz                                               |                                 |
| Rehbachfelsen SE Grafengehaig                                     |                | 477A039   | Marktleugast Position   | Münchberger Gneismasse     | Der Rehbachfelsen, ein Meta-Hornfels, liegt zwischen verschiedenen Wanderwegen des Frankenwaldvereins und dem Rehbach. Der Aufschluss ist weglos relativ gut erreichbar, bis auf einen kurzen steileren Abschnitt. Der Meta-Hornfels ist sehr kompakt und hart. Frisch angeschlagen sieht man seine feinkörnige Struktur und seine mittelgraue Farbe. Es ist der beste Aufschluss dieses Gesteins in der Münchberger Masse. | 1500 50 x 30             | Typ: Gesteinsart Art: Hornfels                                                                                            | Hanganriss/Felswand            | wertvoll           | Landschaftsschutzgebiet, Naturpark                          |                                 |
| Straßenaufschluss SW von Bergleshof                               |                | 477A040   | Stadtsteinach Position  | Frankenwald                | Der inzwischen stark verwachsene Aufschluss an der Straße zwischen Stadtsteinach und Bergleshof ist die Typlokalität der Bergleshof-Formation (Guzhangium, Mittel-Kambrium). Sie besteht aus grauen, braun anwitternden Siltsteinen und Grauwacken. Früher war im nördlichen Teil des Aufschlusses der Übergang zu Brekzien aufgeschlossen, die heute nicht mehr zu sehen sind. Die ursprüngliche Interpretation als unterkarbones Transgressionskonglomerat auf den kambrischen Schichten wird heute nicht mehr vertreten. Viel wahrscheinlicher ist ein tektonischer Kontakt bzw. feinerer Schutt, der eine untermeerische Gleitscholle umgibt. | 350 70 x 5               | Typ: Typlokalität, Schichtfolge Art: Schluffstein, Grauwacke                                                              | Böschung                       | besonders wertvoll | Naturpark                                                   |                                 |
| Typlokalität der Triebenreuth-Formation NE Kleiner Torkel         |                | 477A041   | Stadtsteinach Position  | Frankenwald                | Am Nordost-Abhang des Kleinen Torkel befindet sich an der Kreuzung von zwei Forstzstraßen die unscheinbare Typlokalität der Triebenreuth-Formation (Wulium bis Drumium, Mittel-Kambrium). Hier stehen in winzigen (1 m großen) Aufschlüssen Metabasalt-Trachytoid-Brekzien an (früher Keratophyrbrekzie vom Kleinen Torkel bezeichnet). Eine radiometrische Altersdatierung von Landing et al. (2019) ergab ein Alter des Tuffes von 503,14 ±0,13 Millionen Jahren. | 1 1x1                    | Typ: Typlokalität, Gesteinsart Art: Meta-Trachyt                                                                          | Böschung                       | wertvoll           | Naturpark                                                   |                                 |
| Typlokalität der Tiefenbach-Formation W Triebenreuth              |                | 477A042   | Stadtsteinach Position  | Frankenwald                | Typlokalität der Tiefenbach-Formation (Unter-Kambrium): Mehrere Referenzprofile in unterschiedlichen Einheiten der Formation entlang von Forststraßen-Böschungen an verschiedenen Stellen im Tiefenbachtal. Der Objekt-Punkt liegt an der offiziellen Typlokalität nach Geyer et al. (2019). | 100 50 x 2               | Typ: Typlokalität, Schichtfolge Art: Grauwacke, Schluffstein                                                              | Böschung                       | besonders wertvoll | Naturpark                                                   |                                 |
| Ehem. Steinbruch im Köstenbachtal N Presseck                      |                | 477A043   | Presseck Position       | Frankenwald                | Direkt an der Kreisstraße im Köstenbachtal zwischen Presseck und Elbersreuther Mühle wurden früher Gesteine der Grauwacken-Tonschiefer-Folge abgebaut. Heute sind noch Grauwacken in der südlichen Abbauwand zu sehen. Die nördliche Abbauwand zeigt als Besonderheit die grobkörnige Polygene Kalkbrekzie. Der kleine ehemalige Steinbruch ist derzeit vermutlich der beste Aufschluss in diesem Gestein. | 625 25 x 25              | Typ: Schichtfolge, Gesteinsart, Sedimentstrukturen Art: Breccie, Grauwacke                                                | Steinbruch                     | wertvoll           | Landschaftsschutzgebiet, Naturpark                          |                                 |
| Kieselschiefer im Steinachtal                                     |                | 477A044   | Presseck Position       | Frankenwald                | Der Aufschluss entlang der Straßenböschung hinab ins Steinachtal zeigt eine Abfolge von Ton- und Kieselschiefern. Die meist dunklen Schiefer sind aus bis zu 10 cm mächtigen Bänken aufgebaut und besonders im unteren Aufschlussbereich stärker verwittert und zerrüttet. Anhand von Radiolarienfaunen können die Kieselschiefer nach BRAUN und SCHMIDT-EFFING (1988) in das Unterkarbon (Visé / Tournaise) eingeordnet werden. Es handelt sich aber nicht um ein zusammenhängendes stratigraphisches Profil, sondern vielmehr um eine Folge von tektonischen Schuppen. Die aufgeschlossene Abfolge wird als allseits von Störungen begrenzte, größere Scholle interpretiert und ist als solche im Frankenwald für das Unterkarbon einzigartig. | 600 120 x 5              | Typ: Gesteinsart Art: Kieselschiefer, Tonschiefer                                                                         | Böschung                       | besonders wertvoll | Landschaftsschutzgebiet, Naturpark                          |                                 |
| Siebenfreundfelsen NE Heinersreuth                                |                | 477R020   | Presseck Position       | Frankenwald                | Der Siebenfreundfelsen ist der größte Aufschluss in der devonischen Hellen Kieselschieferserie im gesamten Frankenwald. Er liegt direkt an folgenden (Fern)Wanderwegen: Frankenweg, Frankenwald-Steig, Siebenfreund-Weg und ist von oben und von unten erreichbar. Auf dem Felsen befindet sich eine Rastbank und eine Infotafel zu Legenden, die sich um den Felsen ranken. Benannt ist der Felsen nach Jakob Siebenfreund, der im 17. und 18. Jh. Verwalter und Richter in der Herrschaft Heinersreuth war. Er soll gegen die Bevölkerung sehr hart und unbarmherzig gewesen sein, so dass laut einer Legende sein Geist noch heute die Gegend unsicher macht, bis seine letzte Missetat gesühnt ist. | 1000 50 x 20             | Typ: Felsgruppe, Gesteinsart Art: Radiolarit, Kieselschiefer                                                              | Hanganriss/Felswand            | wertvoll           | Landschaftsschutzgebiet, Naturpark                          |                                 |
| Terrassensporn Schloss Steinenhausen                              |                | 477R021   | Kulmbach Position       | Obermain-Bruchschollenland | Schloss Steinenhausen (Dienststelle Kulmbach des Bayerischen Landesamts für Umwelt) liegt auf dem schmalen Rest einer Schotterterrasse, die während der Riß-Eiszeit auf einem Sockel von Burgsandstein (Löwenstein-Formation) abgelagert wurde. Unterhalb der Terrasse befindet sich der Zusammenfluss von Weißem Main und Rotem Main. Die beiden Flüsse haben sich während der Würm-Eiszeit tief eingeschnitten und dabei eindrucksvolle 20 Meter hohe Terrassenkanten geschaffen. Der Frankenweg verläuft östlich vom Schloss genau auf der Kante über dem Weißen Main. | 75000 500 x 150          | Typ: Terrasse, Bach-/Flusslauf Art: Schotter, Sandstein                                                                   | kein Aufschluss                | wertvoll           | Landschaftsschutzgebiet                                     |                                 |
| Terrassenkante am Weißen Main zwischen Gleisenhof und Bad Berneck |                | 477R022   | Himmelkron Position     | Obermain-Bruchschollenland | Zwischen Bad Berneck und Himmelkron begleiten den Weißen Main eiszeitliche Lehm- und Schotterterrassen. Der Fluss hat sich später tief eingegraben und diese Ablagerungen wieder teilweise abgetragen. Dabei entstand eine eindrucksvolle 10 Meter hohe Terrassenkante. Sie ist am besten von einem Feldweg in Verlängerung der Blumenstraße östlich von Gleisdorf zu sehen. | 29000 2.900 x 10         | Typ: Terrasse, Schwemmfächer Art: Lehm, ohne Angabe                                                                       | kein Aufschluss                | wertvoll           | kein Schutzgebiet                                           |                                 |
| Aussichtsfelsen E Grafengehaig                                    |                | 477R023   | Grafengehaig Position   | Münchberger Gneismasse     | Von der Hohenreuther Siedlung aus ist der Weg auf den Aussichtsfelsen beschildert. Die Felsgruppe aus Orthogneis ist durch dichten jungen Birkenwald teilweise stark zugewachsen, der südliche Gipfel des Felsens dadurch nicht mehr sichtbar. Am Gipfel sind Details im Gneis gut sichtbar, u. a. große Feldspäte und Muskovitlagen. | 2400 60 x 40             | Typ: Felsgruppe Art: Meta-Granit                                                                                          | Felshang/Felskuppe             | wertvoll           | Naturpark                                                   |                                 |